# Protaetia fruhstorferi
Protaetia fruhstorferi är en skalbaggsart som beskrevs av Heller 1898. Protaetia fruhstorferi ingår i släktet Protaetia och familjen Cetoniidae. Inga underarter finns listade i Catalogue of Life.